# Фёдоров, Евгений Сергеевич
Евге́ний Серге́евич Фёдоров (родился 16 августа 1967 года, Киржач, Владимирская область) — российский предприниматель и меценат.

## Общественная деятельность и карьера
В 2006 году защитил диссертацию на соискание учёной степени кандидата политических наук по теме «Коммуникативно-информационная природа формирования имиджа государственного органа».
Является соавтором патентов на изобретения и товарные знаки.
С 2010 года генеральный директор и основной акционер ОАО «Киржачская типография».
С 2012 года занимается писательской деятельностью. Выпущено более 10 сказок из серии детских книг по топонимике и памятным местам города Киржач и Киржачского района Владимирской области «Сказания о земле Киржачской». Член Союза писателей России.
В июне 2016 года Главой города Киржач Н. В. Скороспеловой награждён памятным знаком «Человек года».
Постановлением № 165 от 26.02.2017 года С. Ю. Орловой, Губернатором области, Е. С. Фёдорову присвоено звание «Меценат года Владимирской области в области культуры».
18 ноября 2017 года — дипломант Российской Национальной премии «Меценат года 2017» в номинации «Создание культурной инфраструктуры в регионах России».
28 января 2018 года — победитель I степени областного конкурса «Владимирская книга года» в номинации «Художественная литература. Книги для детей» за серию книг «Сказание о земле Киржачской».
14 июля 2018 года — присвоено звание «Почётный гражданин города Киржач и Киржачского района Владимирской области».
По итогам 2018 года занял 56 место в списке «100 самых влиятельных людей Владимирской области», по версии ИА «Владимирские новости».
В июне 2019 года вошёл в состав Координационного совета по промышленности при Губернаторе Владимирской области.
В ноябре 2019 года награжден благодарностью Председателя Совета Федерации Федерального Собрания Российской Федерации за достигнутые трудовые успехи и многолетнюю добросовестную работу. 
В декабре 2019 года награжден благодарственным письмом Администрации Президента РФ за вклад в пропаганду малой Родины, восстановление исторического облика города Киржач и благотворительную деятельность.
По итогам 2019 года занял 31 место в списке «100 самых влиятельных людей Владимирской области», по версии ИА «Владимирские новости».
Победитель конкурса на соискание премии Губернатора Владимирской области «За лучший проект, реализованный социально ориентированной некоммерческой организацией на территории Владимирской области» 2021г. - «Киржач туристический - комфортный город для жизни, яркий маршрут для путешествий».
28 января 2023 года - победитель II степени ежегодного книжного конкурса "Владимирская книга года" в номинации "Детская литература" - Новогодняя сказка "Совёнок и Дед Мороз".
В марте 2023 года А. А. Авдеевым, Губернатором области, Е. С. Фёдорову присвоено звание «Меценат года Владимирской области в области культуры»
В сентябре 2023 года избран депутатом Законодательного Собрания Владимирской области восьмого созыва

## Основные объекты
Список основных проектов Евгения Фёдорова:
- Музейно-парковая зона «Вшивая горка»;
- Военно-исторический комплекс «Рубеж-12»[27];
- Самый длинный в России деревянный пешеходный («Типографский») мост и сквер «Александровский сад»;
- Смотровая площадка «Зайчушка»[28][29];
- Плодово-ягодный сад «КиржЭль»[30][31];
- Православные Поклонные кресты[32][33];
- Музей наличников[34];
- Пешеходная зона «Красный тротуар»[35], "Красные ворота"[36] и выставка репродукций фоторабот Сергея Прокудина-Горского[37][38];
- Музей меди и латуни;
- Передвижная выставка уникальных документов об обучении и поощрениях Российского государства в XVIII—XX веках[39][40];
- Культурно-досуговый центр «Дом Мараева»[41];
- Первый частный детский театр «Совёнок»[42][43];
- Музей "Русских чайных традиций"[44];
- Музей "Ледниковых камней"[45][46];
- Уникальная часовня «Свеча во ложбине»[47].
- Восточный мост[48]
- Музей иконописи и реставрации «МИР»[49][50]
- Сладкий мост[51]
- Киржачский деревянный мост (Киржачские сходни) в  Суздале[52][53]

## Статьи и публикации
- Киржач: парк на Вшивой Горке, единственный в России дирижабледром и музей Сергея Прокудина-Горского // «Общественное телевидение России» : Телекомпания. — 2016. Архивировано 13 мая 2016 года.
- Пётр Фокин. В Киржаче презентовали «Вшивую горку» // Зебра-ТВ : сетевое издание. — 2015. — 5 августа.
- Карина Романова. Про «Вшивую горку» и очень здоровую идею // «Губерния-33» : Телерадиокомпания. — 2015. — 15 сентября.
- Андрей Дубровский. Самый длинный пешеходный мост в России - в Киржаче // Зебра-ТВ : сетевое издание. — 2016. — 7 августа.
- Владимир Тен. Скромное обаяние Киржача // Строительная газета : сетевое издание. — 2016. — 19 августа.
- Евгения Палагина. Меценат облагородит дом купца Смирнова (ВИДЕО) // «Губерния-33» : Телерадиокомпания. — 2017. — 28 марта.
- Дмитрий Артюх. Киржачский «Арбат» // Зебра-ТВ : сетевое издание. — 2017. — 20 августа.
- Дмитрий Артюх. «Космический дом» в провинции // Зебра-ТВ : сетевое издание. — 2017. — 20 октября.
- Петр Фокин. Мемориал «Костер космонавтов». // Зебра-ТВ : сетевое издание. — 2017. — 27 ноября.
- Уникальные образцы документов об образовании представлены на выставке Минобрнауки России // официальный сайт Министерства образования и науки Российской Федерации. — 2017. — 15 декабря.
- Анна Устинова. 16 "чудес" печатника Федорова // ТАСС : информационное агентство России. — 2018. — 13 апреля.
- Космический стартап. «Я живу в маленьком городе, и охотно в нём остаюсь…» // Аргументы и факты : Издательский дом. — 2018. — 16 апреля.
- Александр Известков. В День космонавтики Киржач поднялся на новые культурные высоты // Владимирские ведомости : сетевое издание. — 2018. — 18 апреля.
- Селфи с Проскудиным-Горским. В Киржаче открыли уникальную выставку // Аргументы и факты : СМИ. — 2018. — 15 августа.
- Ольга Макарова. В Киржаче отметили юбилей пионера российской цветной фотографии // Комсомольская правда : СМИ. — 2018. — 16 августа.
- Анна Хромова. Евгений Федоров: «Мы живем в безликих хрущевках, которые не имеют индивидуальности и красоты» // Зебра-ТВ : сетевое издание. — 2019. — 29 января.
- Никита Тарбеев, Илья Хлудов. Фестиваль аргуновской резьбы прошел в Киржаче // ВГТРК «ГТРК «Владимир» : информационное агентство России. — 2019. — 28 января.
- Интерьвю Евгения Фёдорова в программе "Правила жизни". Эфир от 27.11.19 / Телеканал Культура
- Свой маленький Арбат появился в Киржаче // ВГТРК «ГТРК «Владимир» : информационное агентство России. — 2019. — 16 декабря.
- В 100 километрах от Москвы появился потрясающий музей камней «в чистом поле» // www.tv-mig.ru : независимое региональное издание. — 2020. — 5 апреля.
- Дольмены и кромлехи: под Киржачом появился музей ледниковых камней // АО ИД "Комсомольская правда" : сетевое издание. — 2020. — 6 апреля.
- Тайны Филипповского леса. Во Владимирской области обнаружили мельничный жернов, сделанный из камня возрастом более 250 тысяч лет // Зебра-ТВ : сетевое издание. — 2020. — 9 апреля.
- "Крутая история" с Татьяной Митковой. «Печатник Фёдоров». Евгений Фёдоров // НТВ : Телекомпания. — 2020. — 22 мая.
- Пётр Фокин. Евгений Фёдоров: «Властям важно мнение бизнеса по поводу того, что нужно городу» // Зебра-ТВ : сетевое издание. — 2021. — 18 января.
- Валерий Гундарев. Евгений ФЕДОРОВ: Как руководитель типографии я с удовольствием переиздал бы старый учебник «Родиноведение» // Учительская газета : сетевое издание. — 2022. — 4 октября.